# Gustavo Martín Fernández
Gustavo Martín Fernández (Concordia, 4 agosto 1990) è un calciatore argentino, attaccante del Dep. Riestra.

## Carriera

### Club
Nella stagione 2008-2009 gioca 2 partite del torneo di Clausura e 3 nella Coppa Libertadores con la maglia del River Plate. Nella stagione successiva gioca una partita nel torneo di Apertura.
Nel 2010-2011 passa in prestito all'Instituto (C), giocando 10 partite nella seconda serie argentina.

### Nazionale
Nel 2007 ha giocato 3 partite con la nazionale argentina Under-17 nel Mondiale di categoria.